# Alexander Schmirl
Alexander Schmirl (Sankt Pölten, 19 de septiembre de 1989) es un deportista austríaco que compite en tiro, en la modalidad de rifle.
Ganó dos medallas en el Campeonato Mundial de Tiro, en los años 2022 y 2023, y seis medallas en el Campeonato Europeo de Tiro entre los años 2017 y 2025.
En los Juegos Europeos de Cracovia 2023 consiguió una medalla de bronce en la prueba de rifle 3 posiciones 50 m.

## Palmarés internacional
| Campeonato Mundial | Campeonato Mundial    | Campeonato Mundial | Campeonato Mundial          |
| Año                | Lugar                 | Medalla            | Prueba                      |
| ------------------ | --------------------- | ------------------ | --------------------------- |
| 2022               | El Cairo (Egipto)     | Medalla de bronce  | Rifle 3 posiciones 300 m    |
| 2023               | Bakú (Azerbaiyán)     | Medalla de oro     | Rifle 3 posiciones 50 m     |
| Juegos Europeos    |                       |                    |                             |
| Año                | Lugar                 | Medalla            | Prueba                      |
| 2023               | Breslavia (Polonia)   | Medalla de bronce  | Rifle 3 posiciones 50 m     |
| Campeonato Europeo |                       |                    |                             |
| Año                | Lugar                 | Medalla            | Prueba                      |
| 2017               | Bakú (Azerbaiyán)     | Medalla de bronce  | Rifle 3 posiciones 50 m     |
| 2023               | Tallin (Estonia)      | Medalla de bronce  | Rifle 10 m                  |
| 2024               | Osijek (Croacia)      | Medalla de plata   | Rifle en pos. tendida 300 m |
| 2025               | Châteauroux (Francia) | Medalla de plata   | Rifle en pos. tendida 50 m  |
| 2025               | Châteauroux (Francia) | Medalla de plata   | Rifle en pos. tendida 300 m |
| 2025               | Châteauroux (Francia) | Medalla de bronce  | Rifle 3 posiciones 300 m    |